# NGC 4446
NGC 4446 is een spiraalvormig sterrenstelsel in het sterrenbeeld Hoofdhaar. Het hemelobject werd op 17 april 1887 ontdekt door de Amerikaanse astronoom Lewis A. Swift.

## Synoniemen
- UGC 7586
- MCG 2-32-69
- ZWG 70.103
- VCC 1072
- KCPG 339A
- PGC 40962